# Pixel aspect ratio

Nella prima immagine il rapporto d'aspetto dei pixel é di 1:1 (x=1;y=1) e di conseguenza i pixel sono dei quadrati

Nella seconda immagine invece il rapporto d'aspetto dei pixel é di 2:1 (x=2;y=1) e di conseguenza i pixel hanno una forma rettangolare

Nel video digitale e particolarmente in relazione ai dispositivi di visualizzazione, il pixel aspect ratio  (PAR) o in italiano rapporto d'aspetto del pixel è stato introdotto con l'obiettivo di identificare quale sia il rapporto tra la densità di informazioni raggiungibile sull'asse delle ordinate rispetto a quella raggiungibile sull'asse delle ascisse.

## Descrizione
Per ottenere un corretto rapporto tra altezza e larghezza di quanto rappresentato è necessario che il filmato digitale condivida il medesimo PAR del dispositivo di visualizzazione.
In relazione agli standard digitali multimediali, il PAR quantifica quindi il sovracampionamento eseguito sull'asse delle ordinate durante la fase di digitalizzazione.
Il pixel aspect ratio è espresso sotto forma di numero reale e viene in genere approssimato alla terza cifra decimale.
Il PAR è caratteristico per i vari standard e per i vari dispositivi, e permette una facile gestione del rapporto larghezza/altezza di un filmato (o più raramente di un'immagine) in modo svincolato dalla risoluzione.
Si consideri infatti che il rapporto d'aspetto di un dispositivo di visualizzazione (ad es. 4:3, 16:9, etc.) è un concetto svincolato dal pixel aspect ratio del contenuto multimediale visualizzato.
I dispositivi digitali stessi sono ingegnerizzati con uno specifico PAR, ad esempio i monitor LCD utilizzati nei moderni computer possiedono un intrinseco PAR di 1:1, ovvero visualizzano informazioni ugualmente dense sui due assi.
Viceversa, il materiale video destinato al mondo televisivo, come i DVD-Video, è pretrattato con PAR≠1, per abbracciare i diversi standard televisivi esistenti.
La motivazione risiede principalmente nel fatto che il segnale televisivo analogico ha un preciso numero di linee di scansione, ma non un preciso numero di colonne, non rendendo necessaria l'introduzione del concetto di pixel aspect ratio.
Lo standard DVD, dovendo obbligatoriamente quantificare anche la densità di informazioni su ogni singola riga di scansione, ha fissato due PAR per la versione PAL e altri due per la versione NTSC:
- DVD PAL standard: PAR 1,066:1
- DVD PAL anamorfico: PAR 1,422:1
- DVD NTSC standard: PAR 0,888:1
- DVD NTSC anamorfico: PAR 1,185:1

L'insieme del display aspect ratio (DAR) e dello storage aspect ratio (SAR) definisce il formato complessivo di memorizzazione e visualizzazione di un filmato, che può essere rappresentato dalla seguente formula:
{\displaystyle PAR={DAR \over SAR}}
Mentre nelle pellicole tradizionali DAR e SAR coincidono e dunque PAR = 1 (pixel quadrati), ciò non avviene nel video anamorfico dove l'immagine viene compressa in larghezza ed abbiamo un PAR > 1.